# Маркета Штускова
Маркета Штускова (чеськ. Markéta Štusková; нар. 9 квітня 1974) — колишня чеська тенісистка.
Найвищу одиночну позицію світового рейтингу — 368 місце досягла 30 листопада 1992, парну — 158 місце — 6 липня 1992 року.
Здобула 4 парні титули.

## Фінали ITF
| Турніри $50,000 |
| Турніри $25,000 |
| Турніри $10,000 |

### Парний розряд: 11 (4–7)
| Результат | Ранг | Дата              | Турнір                       | Покриття | Партнерка                     | Суперниці                                 | Рахунок          |
| --------- | ---- | ----------------- | ---------------------------- | -------- | ----------------------------- | ----------------------------------------- | ---------------- |
| Поразка   | 1.   | 13 серпня 1990    | Карлові Вари, Чехословаччина | Ґрунт    | Катержина Крупова-Шишкова     | Петра Голубова Сильвія Штефкова           | 6–4, 4–6, 6–7    |
| Перемога  | 1.   | 11 березня 1991   | Мурсія, Іспанія              | Тверде   | Петра Рацлавська              | Ева Гаслінґейс Амі Єнссон Роголт          | 6–2, 7–5         |
| Поразка   | 2.   | 10 червня 1991    | Ерд, Угорщина                | Ґрунт    | Петра Голубова                | Віраг Чурго Андреа Темешварі              | 1–6, 5–7         |
| Поразка   | 3.   | 15 липня 1991     | Карлові Вари, Чехословаччина | Ґрунт    | Катержина Крупова             | Радка Бобкова Каріна Габшудова            | 1–6, 3–6         |
| Поразка   | 4.   | 19 січня 1992     | Бамберг, Німеччина           | Килим    | Ольга Лугіна                  | Олена Лиховцева Дорієн Вамелінк           | 6–4, 1–6, 2–6    |
| Перемога  | 2.   | 17 лютого 1992    | Vall d'Hebron, Іспанія       | Ґрунт    | Петра Голубова                | Габі Горенгель Амі ван Бюрен              | 5–7, 6–4, 6–2    |
| Поразка   | 5.   | 24 лютого 1992    | Валенсія, Іспанія            | Ґрунт    | Петра Голубова                | Естефанія Боттіні Вірхінія Руано Паскуаль | 1–6, 2–6         |
| Перемога  | 3.   | 10 серпня 1992    | Сопот (Польща), Польща       | Ґрунт    | Катажина Теодорович-Лісовська | Джессіка Еммонс Марія Страндлунд          | 6–4, 6–2         |
| Поразка   | 6.   | 21 вересня 1992   | Adriatic, Хорватія           | Ґрунт    | Петра Рихтарич                | Івана Гаврлікова Мая Мурич                | 6–3, 1–6, 2–6    |
| Поразка   | 7.   | 14 червня 1993    | Марибор, Словенія            | Ґрунт    | Алена Вашкова                 | Мартіна Гаутова Ленка Немечкова           | 7–6(4), 1–6, 5–7 |
| Перемога  | 4.   | 20 листопада 1995 | Гавр, Франція                | Ґрунт    | Патріція Вартуш               | Драгана Зарич Марина Лазаровська          | 6–4, 7–5         |